# 印度童工問題

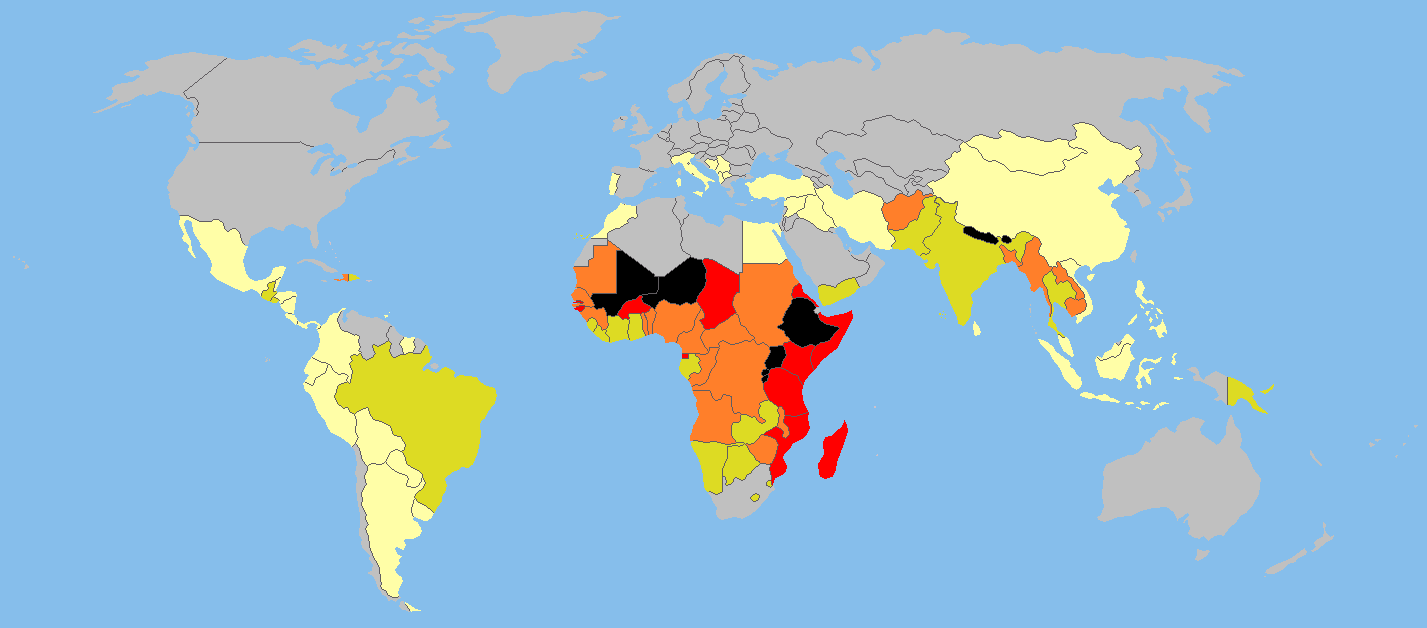
世界銀行於2005年發佈的《世界發展指標》，顯示印度及某些國家在2003年，10至18歲年齡層的童工發生率為11%，以綠色標示（發生率介於10%至20%）。同時，圖中也以紅色（30%至40%）、棕色及黑色（40%至100%）標示出其他發生率更高的國家。

印度有相當比例的兒童從事勞動工作（參見童工）。印度辦理的2011年全國人口普查，發現該國在5至14歲年齡組的2億5,964萬名兒童/青少年中，參與勞動的人數達到1,012萬人。童工並非印度獨有，全球約有2億1,700萬名從事勞動工作的兒童/青少年，其中許多是全職工作。
根據《印度1986年兒童與青少年勞動（禁止與規範）法》，（曾於2016年修訂過，簡稱CLPR法案），"兒童"的定義是14歲以下的人。CLPR法案禁止僱用這類人從事任何工作，包括擔任家庭幫傭，否則即是刑事犯罪。反過來，根據《印度1948年《工廠法》》，14至18歲的人被定義為"青少年"，得被僱用，但礦業、與易燃物質和爆炸物相關工作，以及其他危險製程排除在外。估計印度於2001年的童工中約有1%（即約12萬人）從事危險工作。值得注意的是印度憲法第24條把禁止兒童在危險行業勞動（而非危險行業不在此限）作為一項基本權。由於印度人口眾多，聯合國兒童基金會（UNICEF）估計該國在14歲以下的童工數量居世界首位，而撒哈拉以南非洲國家中的童工比例為最高。國際勞工組織（ILO）估計全球的農業部門僱用的童工人數最多，佔比為60%，而聯合國糧食及農業組織（FAO）估計全球有70%的童工在農業和相關領域中工作。在印度，農業以及幾乎所有的非正式經濟部門（unorganizated sector）都存在童工現象。
國際知名公司，包括蓋璞（Gap）、普利馬克和孟山都在內，都曾因其產品的生產過程牽涉到童工問題而受到批評。這些公司聲稱他們有嚴格的政策，禁止銷售由未成年兒童製造的產品，但在整體供應鏈中有諸多環節，難以全面監督。在普利馬克持續三年的澄清下，英國廣播公司（BBC）於2011年承認其獲獎，關於普利馬克運用印度童工的調查性新聞報導是偽造的，並向普利馬克的印度供應商和所有觀眾/聽眾道歉。另一受到密切關注的公司是Nike（耐吉）。耐吉公司因被指控在血汗工廠剝削童工製造運動鞋，面臨強烈輿論壓力，不得不公開回應。這家公司在此後設立專屬網頁，揭露產品的生產來源與製造地點。
美國勞工部與2014年12月發佈一份《童工或強迫勞動生產的商品列表》，這份列表指出印度是童工和強迫勞動生產商品中，品項最多的國家，多達25種商品。印度之後依序為巴西（16種）、孟加拉國（15種）、緬甸（14種）、菲律賓（13種）和中國（12種）。
印度除憲法規定禁止兒童從事具危險性勞動外，該國出台的各種法律，如印度2000年青少年司法（關愛和保護兒童）法》和《印度1986年兒童與青少年勞動（禁止與規範）法》，為界定、起訴和制止童工提供法律依據。

## 童工的定義
根據ILO的說法，"童工"的最佳定義是剝奪兒童童年、潛能和尊嚴，從事對其身心發展有害的工作。這些工作會干擾他們的學業，包括：剝奪他們上學的機會、迫使他們過早輟學、或要求他們同時兼顧上學和從事長時間及繁重的工作。
UNICEF對童工的定義有所不同，指出，如果5至11歲的兒童在一週內從事至少一小時的經濟活動或至少28小時的家務勞動，即表示他們參與童工活動。如果是12至14歲的人，則一週內從事至少14小時的經濟活動或至少42小時的經濟活動和家務勞動，也同樣算是參與童工活動。UNICEF在另一份報告中指出，"兒童工作的影響程度各異。從剝奪童年、損害身心的剝削性勞動，到剝奪促進發展、干擾學業和休息的有益活動。兒童工作是存在於一個連續的範圍內，許多工作形式對兒童的影響介於兩者之間，並非全然負面。"
印度2001年人口普查辦公室將童工定義為：未滿17歲的兒童/青少年參與任何有或是沒有報酬、工資或利潤的經濟活動。這種參與或是體力勞動、腦力勞動，或兩者兼有。包括在農場、家庭企業或任何其他經濟活動（如用於銷售或家庭消費的耕作和乳品生產）中提供兼職幫助或是無償工作。印度政府將童工分為兩類：主要童工，指每年工作6個月或以上的，邊緣童工，指於一年中任何時間工作，但少於6個月。
一些兒童權利活動家認為，所有未上學的都應被視為童工，因為他們屬於隱藏性童工。然而UNICEF指出，印度面臨學校、教室和教師嚴重短缺的問題，特別是在有90%童工發生率的農村地區，大約5分之1的小學只有一名教師來教導所有年級的學生。
印度在脫離殖民統治後，制定多項關於童工的憲法保護和法律。印度憲法在《基本權利》和《國家政策指導原則》中，敘明禁止14歲以下的人在任何工廠、礦場或任何形式的私人場所工作，或從事任何其他危險職業（第24條）。憲法還設想印度應在1960年之前，為所有6至14歲的人提供免費義務教育的基礎設施和資源（第21-A條和第45條）。
印度是個聯邦制政府，勞動問題屬於中央和邦政府的並行項目，兩造政府均已針對童工問題進行立法。

### 《印度1948年工廠法》
該法禁止在任何工廠僱用14歲以下的人。法律也對15至18歲的青少年在任何工廠的僱用、時間和方式訂立規定。

### 《1952年礦場法》
該法禁止在礦場僱用年齡在18歲以下的人。

### 《印度1986年兒童與青少年勞動（禁止與規範）法》（CLPR法案）
CLPR法案禁止僱用任何14歲以下的人（被視為"兒童"）從事任何工作，包括擔任家庭幫傭，但幫助自己的家庭從事非危險性工作的情況除外。14至18歲的人則被定義為"青少年"，法律允許他們受到僱用，但礦業、與易燃物質和爆炸物相關工作，以及其他危險製程除外。

### 《印度2009年兒童免費義務教育權利法》
該法規定為所有6至16歲的人提供免費義務教育，還規定每所私立學校必須將25%的學生名額分配給經濟弱勢群體的兒童（但在實施時仍存在差距）。
印度於1987年制定《國家童工政策（National Policy on Child Labour）》。該政策的目的在採取循序漸進方法，重點放在對從事危險職業的兒童進行安置。政策構想是嚴格執行印度的童工法律，並結合發展計畫，以處理導致童工的根本原因，例如貧窮。1988年，前述政策促成國家童工項目（NCLP）倡議設立。這項法律和發展倡議仍在持續進行中，目前中央政府提供的資金為60億印度盧比，專門用於消除印度童工現象。雖然有此類措施，童工問題仍是印度面臨的一項重大挑戰。

## 印度童工存在的原因
在人類社會的演進歷程中，未成年子女一直是家庭勞動力中不可或缺的一環，他們以各種方式參與家庭生產，維繫家庭生活。UNICEF認為貧窮是造成童工的最大原因。其報告還指出兒童們在開發中國家和不發達國家的農村和貧窮地區，在缺乏教育資源的環境下，被迫放棄學習，他們的唯一選擇似乎只剩勞動一途。英國廣播公司（BBC）發表的一份報告也提出同一結論，即貧窮和不完善的公共教育基礎設施是造成印度童工充斥的原因之一。
UNICEF發現印度女孩輟學，並在家中擔任家務角色的可能性是男孩的兩倍。UNICEF說資源有限的父母，當有學校可選時，會先就其中能負擔得起學雜費的學校作選擇。全球（包括印度）女孩的教育往往放在優先順序的低位。UNICEF說，女孩在學校也可能會受騷擾或欺凌，並因社會偏見和不適當的課程內容而遭到排擠。也就是許多女孩僅因性別而不能上學，或是輟學，然後從事童工勞動。
ILO和名為"通過教育傳播微笑組織（Spreading Smiles Through Education Organisation）"（OSSE）認為，貧窮是驅使兒童從事工作的最大單一力量。這些兒童賺取的收入被認為對其自身或家庭的生存非常重要。對一些家庭來說，兒童的勞動收入佔家庭收入的25%至40%。
ILO於2008年所做的一項研究，提出驅使兒童從事有害勞動的最重要因素之一是學校不足，或是學校的教育品質不佳。許多社區，特別是在農村，沒有足夠的學校設施。即使有，距離也太遠，不容易前往，有時是負擔不起，有時是教學品質太差，以至於父母懷疑上學是否真的值得。在政府辦理的小學中，即使兒童到校，學校的教師也有25%的時間會缺勤。一項ILO於2008年發表的研究報告提出，當兒童被迫放棄學業、投入勞動時，他們不僅失去學習的權利，也失去改變命運的機會。這種社會不公，使得他們難以經由教育獲得技能，進入擺脫貧窮的惡性循環。
UNICEF所發佈一份較早的報告，概述ILO發現的問題總結：印度90%的童工都在農村地區，這些地區的學校不足和教學品質不佳。於1978-79年，印度農村地區存在的政府小學中，約50%沒正規建築，40%沒有黑板，少有書籍，學校的經費中有97%用作教師和管理人員的薪資。有篇刊登在2012年《華爾街日報》的文章稱，雖然近年來印度學校的入學率大幅增加，達到6至14歲年齡組的96%以上，但這類目的在部分減少童工的學校，其中的基礎設施仍然很差 - 超過81,000所學校沒黑板，約42,000所公立學校沒有建築物，在季風和惡劣天氣期間也只能在臨時搭建的場所內上課。
研究人員Biggeri和Mehrotra對促使童工出現的總體經濟因素進行研究。他們將重點放在印度、巴基斯坦、印尼、泰國和菲律賓。他們指出，童工在這5個國家都是嚴重的問題，但這並非新出現的問題。回顧人類歷史，在漫長的歲月中，總體經濟的動盪與困境，始終是推動全球各地童工問題的主要動力。他們認為童工出現的原因同時有需求和供應兩個層面。雖然貧窮和缺乏優質學校對童工供應方面是種導因，但他們認為低薪非正式經濟，而非高薪正式經濟（在印度稱為有組織經濟（organized economy），指的是經濟中受到正式法律、監管和稅收框架約束的部分）的增長是造成童工需求方面的原因之一。印度擁有僵化的勞動法和眾多法規，這些法規阻礙有組織部門增長，而在有組織部門中，工作保護更易監管，工作效率更高，薪酬也更高。
印度複雜的勞動法產生意想不到的結果 - 導致工作轉移到無組織的非正式部門。因此，除無組織的農業部門僱用60%童工之外，無組織的貿易、無組織的裝配和無組織的零售工作也僱用大量童工。如果總體經濟因素和法律阻礙正規部門增長，那麼家庭擁有的非正式部門就會擴張，並以童工的形式提供低成本、易於僱用和解僱的勞動力。Biggeri和Mehrotra稱，即使在兒童上學的情況下，他們也會在放學後從事例行的家庭製造和經濟活動。其他學者也認為印度勞動力市場的僵化和結構、非正式經濟的規模、產業無法擴大以及缺乏現代製造技術，都是決定童工現象是否盛行的重要總體經濟因素。
研究人員Cigno等人認為印度政府計劃和實施的土地再分配計劃，將小塊土地分配給貧窮家庭，其初衷是為實現經濟獨立，但卻意外產生增加童工結果。他們發現因為小塊土地無法有效負擔昂貴的農具，這類土地需要勞動密集型耕作。即在這些情況下，要增加土地產量，就需投入更多勞動力，包括童工的。

## 印度的債務束縛童工
債務束縛童工是一種強迫或部分強迫的勞動制度，在此類制度下，兒童或兒童的父母與債權人達成口頭或書面協議。兒童透過貢獻勞動力來償還實物信貸。在一ILO於2005年提出的報告中說，印度的債務束縛勞役出現在印度殖民時期，作為一種獲取可靠廉價勞動力的方式，並在那個時期實施貸款和土地租賃關係。這些關係在不同地區有不同的稱法 - Hali、Halwaha或Jeura系統。殖民政府將其命名為契約勞工制度。債務束縛童工也包括在內。報告稱，隨著時間演進，這種傳統的長期關係形式已減少。.
印度政府於1977年通過立法，禁止任何人招攬或使用債務束縛勞工，包括童工。然而債務束縛童工仍然存在。印度國家人權委員會（National Human Rights Commission）特別報告員提出的一份報告，顯示一次於1996年在坦米爾那都邦進行的突擊檢查中，發現有53名童工。每個兒童或其父母都收取10萬至25萬盧比的預付款。這些兒童每天被迫工作12至14小時，每天僅獲得2至3盧比的工資。根據ILO發佈的一份報告，提出印度債務束縛童工的規模難以確定，但各社會活動團體估計，在2001年的人數有35萬人。
雖然印度有相關立法，但檢察官很少根據《印度1976年債務束縛（廢除）法》來起訴主事者。根據一份報告，印度中央政府並沒指示檢察官，如果發現兒童工資過低時，不僅應根據《印度1948年最低工資法》和《印度1986年童工（禁止與規範）》起訴，還應根據《印度1976年債務束縛（廢除）法》提出指控。雖然由於執法和社區監督委員會的努力，在工廠工作的兒童數量有所減少，但報告指出，貧窮仍然迫使兒童及貧困家庭參與工作。工廠向任何需要的人提供貸款，在人們的家中放置織機，然後全家（包括兒童）一起勞動，將成品帶去支付利息並獲得一些工資。受債務束縛的童工和家庭勞動業務正從城市小型工廠轉移到農村家庭。

## 童工造成的後果

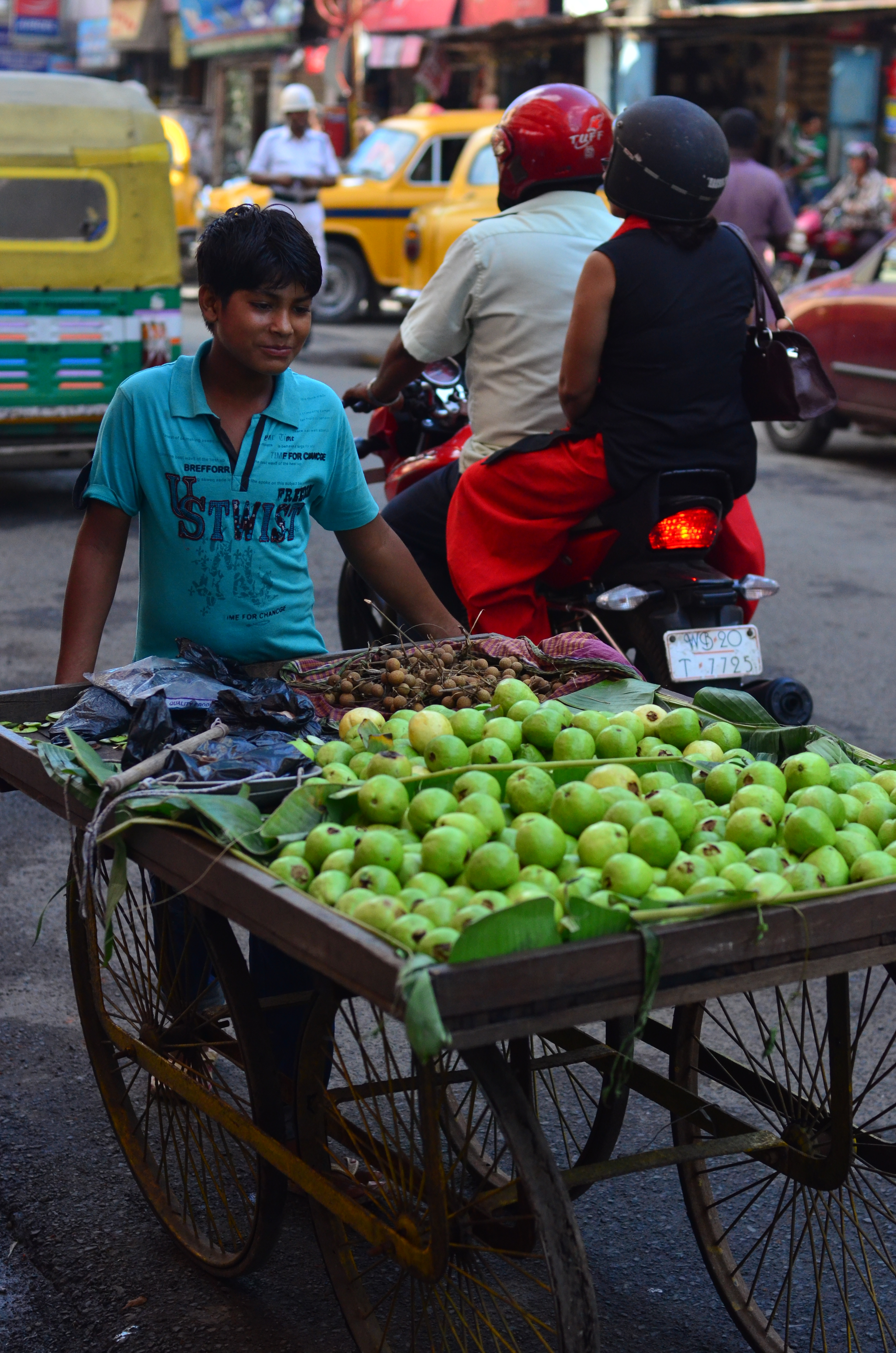
在加爾各答的街頭，一位未成年的水果小販。

大量童工存在的現象，被認為是經濟福利方面的一個嚴重問題。工作中的兒童無法接受必要的教育。他們沒機會在身體、智力、情感和心理上得到發展。就兒童的身體狀況而言，他們並不適合長時間進行單調的工作，他們會比成年人更容易疲憊，且容易患病。
在危險工作環境下的兒童處境更加惡劣。不接受教育而去工作的兒童將成為文盲，而限制他們對自身福祉和所居住社區做出更多貢獻的能力。童工的存在對印度有長期的負面影響。
為保持經濟繁榮，一個甚為重要的衡量標準是擁有一支受過教育、具備滿足產業需求相關技能的勞動力。當下的童工，正是未來印度經濟發展的潛在動力。童工的盛行，意味著人力資本的流失，這將嚴重阻礙印度長期的經濟發展與社會進步。
印度童工的就業領域相當廣泛，其中以農業為大宗，佔比高達7成。此外，他們也散見於低技能的勞力密集產業，例如紗麗布料編織和家庭幫傭，這些工作多半不需要正規教育或專業訓練。然而令人擔憂的是部分童工甚至被迫在煤礦等產業中勞動。
根據ILO的說法，若是開發中國家能讓兒童上學，而非去工作，會帶來很大的經濟效益。如果兒童沒受教育，就無法獲得必要的技能，如讀寫和技術能力，以提高其生產力，讓他們在未來獲得工資更高的技術性工作，進而擺脫貧窮。

### 鑽石產業
ILO與全球鑽石工人聯盟（一全球工會聯合會）於1999年聯合發佈一份報告，稱印度鑽石產業中普遍僱用童工。國際自由工會聯合會（簡稱ICFTU，為以西方國家為主導的國際性工會組織）在1997年發佈的一份獨立新聞稿中也提起印度鑽石產業中仍持續僱用大量童工。但並非所有人都同意這種說法。南古吉拉特邦鑽石工人協會認為雖然有童工存在，但這是零星個案，並非普遍性的做法，佔比遠低於百分之一，且不符合當地產業的常規。
根據ILO於1999年發表的報告，印度每年按重量計算，切割和拋光的鑽石佔全球的60%，若按價值計算，佔比也有40%。印度在彩色寶石加工領域中，如祖母綠、紅寶石和藍寶石的加工量，在全球市場中分別高達95%、85%和65%。。印度使用傳統的勞動密集型方法加工。該國鑽石產業僱用約150萬人，其中大部分在非組織部門（unorganised sector）。該產業的結構相當分散，由許多小型單位組成，缺乏大型營運商和現代化技術，這也顯示印度寶石產業在發展上所面臨的挑戰。
ILO的報告稱產業如此做是為規避印度複雜的勞動法。出口訂單被拆分，層層分包，導致多數勞工無法得知實際僱主的身份。ILO的報告稱在此種情況下，印度鑽石和寶石產業中童工的確切人數很難估計。他們估計此產業於1997年的童工人數介於1萬至2萬之間（約佔百分之一）。報告中也稱，部分家長認為教育費用高昂，且教育品質不符期待，因此選擇讓孩子投入勞動市場。他們認為，孩子在鑽石和寶石產業學習手工藝，長大後能獲得更豐厚的報酬。
2005年在印度鑽石和寶石產業的21個不同地點，其中的663個加工單位進行的一項較新的研究，稱童工的佔比已降至0.31%。

### 煙火製造
印度南部坦米爾那都邦以生產煙火和火柴棒聞名的西瓦卡西鎮，報導稱當地的煙火生產會僱用童工。西瓦卡西鎮於2011年有超過9,500家煙火工廠，產量幾乎達到全印度的100%。當地煙火產業僱用約15萬人，平均每家工廠有15名員工。這類工廠大部分都在非組織部門，其中只有少數會註冊，成為有組織的公司。
一本論及印度城市中非組織部門的作品《Urban Unorganised Sector in India》提及，印度煙火產業的安全措施很差，並會僱用童工。童工在非組織部門的小棚屋內作業是常見現象。當地只有4家大規模公司，屬於有組織部門，並僱用超過500多名員工。大型公司不僱用童工，施行優良的安全措施。而在小型、非組織部門工作的童工，需長時間工作，工資低，工作場所不安全。
ILO於2002年發佈的一份較新報告稱，在坦米爾那都邦的煙火、火柴棒或香棒產業中僱用童工的情況相當普遍。但為出口而生產的正規經濟和企業機構不會僱用童工。童工通常受僱於供國內消費的工廠。報告稱隨著這些產品的需求增長，由於正規經濟和企業機構並未擴大規模，而是家庭式生產作業如雨後春筍般湧現，因此會增加僱用童工的可能性。ILO指出，由於這些作業模式隱藏於家庭之中，研究和採取有效行動變得極為困難。

### 絲綢製造
人權觀察組織於2003年發佈的一份報告，稱印度絲綢產業僱用年僅5歲的兒童，他們每天工作長達12小時，每週工作6到7天。報告稱這些兒童是債務束縛勞工。 雖然印度政府否認存在債務束縛童工，但報告稱在卡納塔卡邦和坦米爾那都邦很容易看到他們。兒童被迫將手浸入滾燙的水中以處理蠶繭，且通常每天的工資不到10盧比。
一份德國新聞調查報告於2012年稱在卡納塔卡邦等地，非政府組織在1998年發現在1,100家絲綢工廠中僱有多達15,000名童工。於1995年在其他地方也發現有數千名債務束縛童工。而到如今，在UNICEF和非政府組織的涉入後，童工人數大幅下降，估計總數不到一千名。報告稱獲釋的兒童已重返學校。

### 編織地毯
研究人員Siddartha Kara發現印度生產的地毯中約有20%可能涉及僱用童工。他指出，"要確定從印度到美國的手工地毯供應鏈在多大程度上涉及奴役和童工，還需要進行額外的供應鏈追蹤工作。"Kara的研究還發現不同種族和宗教群體之間的童工做法存在差異。穆斯林社區地毯作業中的童工比例最高，並且在穆斯林村莊中存在債務束縛童工。

### 家庭勞動
印度官方估計從事家庭勞動和在餐廳工作的童工超過250萬，而非政府組織估計的數字則約為2,000萬。印度政府擴大《印度1986年童工禁止與規範法（Child Labour (Prohibition and Regulation) Act, 1986.）》的適用範圍，並從2006年10月10日起禁止僱用兒童擔任家庭傭工以及在餐廳、路邊小吃店、酒店、水療中心和度假村工作。

### 採礦
雖然印度於1952年頒佈法律，禁止僱用年齡在18歲以下的人，但梅加拉亞邦以原始技術作業的煤礦被發現僱用18歲以下的人。而在2013年引起國際媒體的關注。

### 磚窯
卡納塔卡邦班加羅爾和坦米爾那都邦霍蘇爾周圍有大量磚窯，以提供高工資為藉口僱用債務束縛勞工和童工。於2018年，包括童工在內的22名債務束縛勞工在班加羅爾阿內卡爾附近的一家磚窯中獲救，僱主遭警方逮捕。據稱僱主提供不佳的食物且工作條件惡劣。

## 針對印度童工的倡議
印度政府於1979年成立古魯帕德斯瓦米委員會（Gurupadswamy Committee，由政治家穆斯里·古魯帕達斯瓦米（M.S. Gurupadaswamy）領銜），以調查童工問題和處理方法。印度於1986年根據該委員會的建議頒布《童工禁止與規範法》。1987年制定有《國家童工政策》，重點是幫助從事危險職業的兒童重新融入社會。自1988年以來，印度勞動和就業部已實施約100個針對特定產業的國家童工專案，以安置獲釋的童工。
印度政府頒佈大量法案、法律及設立甚多組織和機構，以應對普遍存在的童工問題。一些法案如《童工禁止與規範法》，禁止兒童從事某些工作（主要是在危險條件下），並規範兒童的工作條件，《國家童工政策》的目的在採取循序漸進的方法，先重點幫助安置從事危險職業和製程的童工，勞動和就業部負責提供和監督一系列有關印度童工的政策。此外，如研究人員Osment, Lana所提出的非政府組織 - 國際關懷組織印度分會、兒童權利與您及反對童工全球大遊行等也先後成立，透過教育和提供資源來對抗童工問題。然而這些倡議在很大程度上並不成功。
印度也在推廣"無童工區"：所謂無童工區（CLFZ）是"一個劃定的區域，例如村莊或種植園，在那裡的每個人都確信"沒有孩子該工作，每個孩子都應該上學！"，這個概念由一個印度非政府組織馬米迪普迪·文卡塔蘭加亞基金會（Mamidipudi Venkatarangaiya Foundation，簡稱MVFoundation）於1992年提出。

### 非政府組織
許多非政府組織，如拯救童年運動、ChildFund、國際關懷組織印度分會（CARE India）、Talaash協會、兒童權利與您、反對童工全球大遊行、邦德爾坎德母親大地社會服務組織（Bundelkhand matra bhumi samaj sevi sansthan）的停止在印度進行童工相關專案、好織印度（GoodWeave India）、RIDE印度（RIDE India）、兒童熱線（Childline）等，持續努力消除印度的童工現象。
在印度法院，童工問題一直是公益訴訟的議題。

## 相關童工人口統計
在印度，有數百萬兒童因貧窮、缺乏教育導致的高文盲率、失業、人口過剩等原因而被迫從事勞動工作。
根據於1919年於英國成立的救助兒童會提出的報告，年齡在14至17歲的印度兒童及青少年從事危險工作，佔該國童工勞動力總數的62.8%，其中的男孩比女孩的人數為多（3,870萬相對於880萬）。過往印度的童工現象在農村地區最為普遍，在農村地區工作的童工人數佔整體的80%。然而到近年，童工現象已從農村地區轉移到大城市，因為大城市提供更多的工作機會。UNICEF發佈的報告中，顯示城市化地區5至14歲的童工現象增加54%。此外，根據總部設於德里的兒童照護機構反對童工運動（Campaign Against Child Labour）提出的研究報告，顯示印度共有約12,666,377名童工。北方邦有1,927,997名童工。印度首都德里有超過100萬名童工。其他童工數量相近的邦有比哈爾邦、拉賈斯坦邦、馬哈拉什特拉邦、中央邦和北方邦。
根據印度勞動和就業部所屬的國家抽樣調查組織（NSSO）所發佈的2005年數據，印度穆斯林族群的童工發生率最高，比印度教徒高出約40%。在印度其他少數宗教中也有童工現象，但發生率明顯較低。在種姓分類中，童工發生率為2.8%，與全國平均水平2.74%相似。然而，部落人口中的童工發生率較高，為3.8%。根據救助兒童會發佈名為《被偷走的童年（Stolen Childhoods）》報告，印度因營養不良導致發育遲緩的兒童數量最多（4,820萬），相當於哥倫比亞的人口。印度的勞動人口中有3,100萬是兒童，數量為世界之冠。對現有童工數據的詳細分析顯示，印度農村中5至14歲年齡組的兒童/青少年從事農活的人數較多。

## 外部連結
维基共享资源上的相關多媒體資源：印度童工問題
- India’s child gravediggers | The Probe exclusive
- NCPCR to act on criminals who employ children | The Probe Impact 的存檔，存档日期2021-10-07.
- Initiatives towards Elimination of Child Labour in India
- Findings on the Worst Forms of Child Labor in India - U.S. Department of Labor
- ILO's resource site on Child Labour and Responses in South Asia, including India
- UNICEF's resources and suggestions for Combating Child Labour in India 的存檔，存档日期2014-12-20.
- Child protection - A UNICEF database and library of publication on child labour
- Status of child labour in India
- For further reading, one can consult: Sreeparna Chattopadhyay's The Samaritans for Child-labourers (New Delhi: Authors Press, 2021) (ISBN 978-93-90588-16-9)